# Сан Хосе Чијапа Примера Сексион, Ел Хагвеј (Сан Хосе Чијапа)
Сан Хосе Чијапа Примера Сексион, Ел Хагвеј (шп. San José Chiapa Primera Sección, El Jagüey) насеље је у Мексику у савезној држави Пуебла у општини Сан Хосе Чијапа. Насеље се налази на надморској висини од 2400 м.

## Становништво
Према подацима из 2005. године у насељу је живело 8 становника.

### Хронологија
| Година       | 2000 | 2005 |
| ------------ | ---- | ---- |
| Становништво | 5    | 8    |

### Попис
| # | Индикатор                        | Вредност |
| - | -------------------------------- | -------- |
| 1 | Укупно појединачних домаћинстава | 1        |